# Stieg 21 (Quedlinburg)

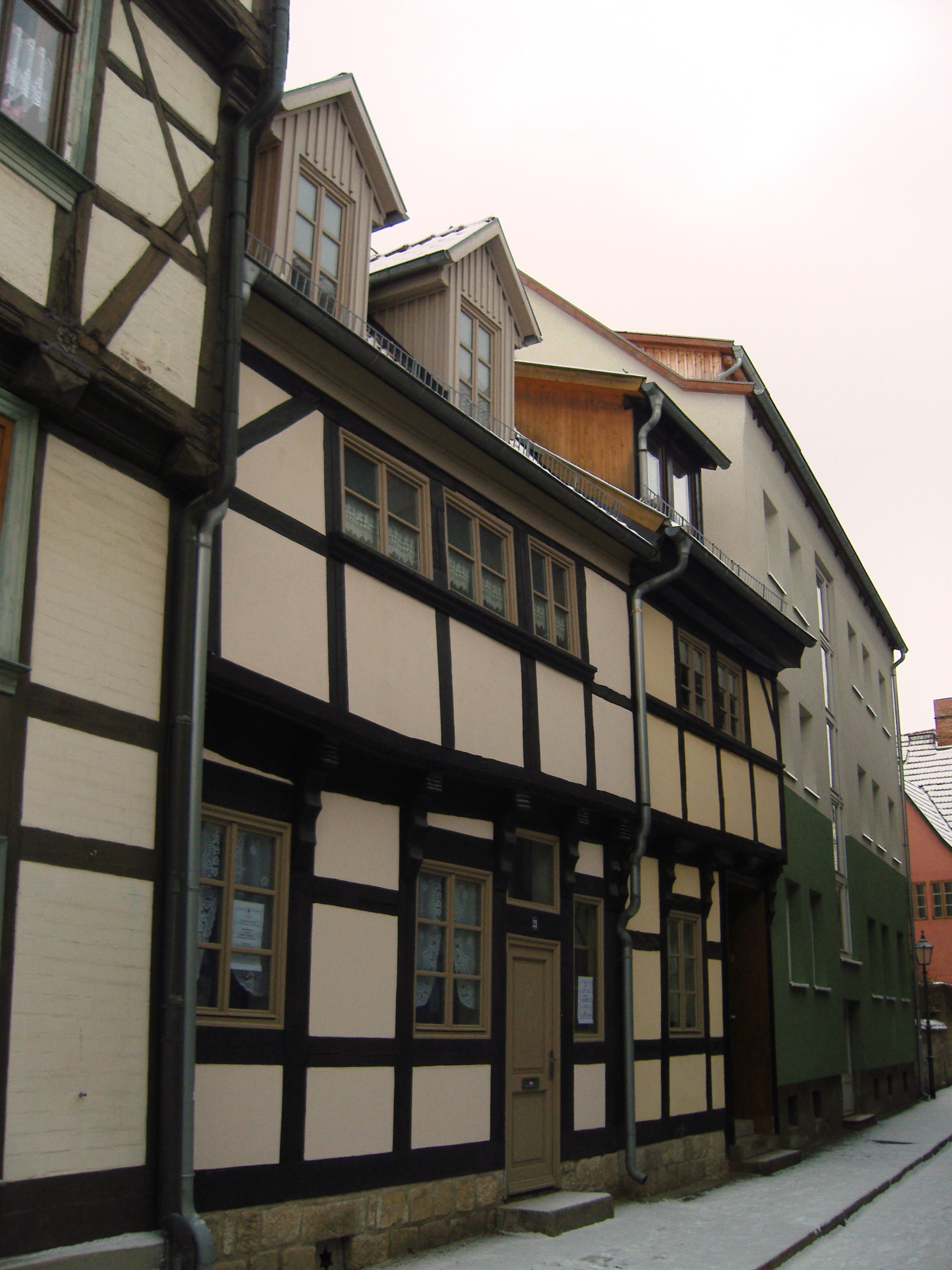
Haus Stieg 21

Das Haus Stieg 21 ist ein denkmalgeschütztes Gebäude in der Stadt Quedlinburg in Sachsen-Anhalt.

## Lage
Es befindet sich östlich des Marktplatzes der Stadt und gehört zum UNESCO-Weltkulturerbe. Im Quedlinburger Denkmalverzeichnis ist es als Wohnhaus eingetragen. Östlich grenzt das gleichfalls denkmalgeschützte Haus Stieg 20, westlich das Haus Stieg 22 an.

## Architektur und Geschichte
Das zweigeschossige Fachwerkhaus entstand in seinem Kern bereits in der Zeit um 1500 und ist damit das älteste Gebäude der Straße. Der Dachstuhl des Hauses stammt vermutlich noch aus der Bauzeit. Ursprünglich bildete das Haus mit der benachbarten Nummer 22 ein Gebäude. An der Fachwerkfassade ist eine geschnitzte Knagge erhalten. Das Haus verfügt über mit Lehm verstrichene Windbretter. Darüber hinaus sind die Balkenköpfe mit Birnstabmotiv ausgeführt.
Aktuell wird dieses Gebäude als Logenhaus durch die Johannisfreimaurerloge „Zur beständigen Freiheit“ i.O. Quedlinburg genutzt. An Öffentlichkeits- und Gästeabenden steht das Haus zur Besichtigung offen.